# Werner von Watzdorf

Staatsminister von Watzdorf (Karl Mediz, 1895)

Werner Rudolf Heinrich von Watzdorf (* 19. Dezember 1836 in Dresden; † 29. Februar 1904 ebenda) war ein deutscher Staats- und Finanzminister im Königreich Sachsen.

## Leben
Werner von Watzdorf entstammt thüringischem Uradel. Sein Vater war Rudolph Friedrich Theodor von Watzdorf, Besitzer der Rittergüter Störmthal und Liebertwolkwitz.
Er besuchte 1850–1855 das Gymnasium St. Augustin zu Grimma. Nach dem Abitur studierte er an der Universität Leipzig Rechtswissenschaft. Ab 1856 war er Angehöriger des Corps Misnia Leipzig. Mit ihm aktiv waren Gustav von Metzsch und Artur Odescalchi
1868 heiratete er in Dresden Rosa Clara Freiin von Könneritz (1823–1906), Schwester seines Vorvorgängers im Amt des Finanzministers Léonçe Freiherr von Könneritz und Tochter des sächsischen Gesandten Hans Heinrich Graf von Könneritz  auf dem Rittergut Erdmannsdorf. Ab 1895 war er sächsischer Finanzminister. Infolge der Kostenexplosion beim Bau der Chemnitztalbahn musste er 1902 zurücktreten. Mit 63 Jahren gestorben, wurde er auf dem Johannisfriedhof (Dresden) beigesetzt.

Sein Sohn Karl Rudolf Eduard von Watzdorf (1870–1918) war 1911–1918 Amtshauptmann in Zittau.

## Ehrungen
- Kammerherr
- Charakterisierung als Wirklicher Geheimer Rat
- Exzellenz (Titel)